# Pioggia congelantesi
La pioggia congelantesi è una precipitazione di gocce di pioggia che cadono da una nuvola e congelano al momento dell'impatto. Se le goccioline sono di diametro inferiore a 0,5 mm si può parlare di pioviggine congelantesi. È spesso associata al gelicidio.

## Descrizione
La pioggia congelantesi non implica necessariamente il fenomeno della sopraffusione; ciononostante, la pioggia sopraffusa può considerarsi un caso particolare della pioggia congelantesi. Le gocce di pioggia congelantesi, impattando al suolo, su aeromobili in volo o su superfici che hanno temperatura inferiore a 0 °C, formano all'istante un deposito di ghiaccio che si chiama ghiaccio vitreo. L'Organizzazione mondiale della meteorologia non considera questa formazione di ghiaccio differente da quella provocata dalla pioggia sopraffusa, pertanto la fa ricadere nella stessa definizione di vetrone (glaze). La caduta di pioggia che, per raffreddamento del suolo, successivamente congela, non ricade nella definizione di pioggia congelantesi, né lo strato di ghiaccio che si forma in quella di ghiaccio trasparente o vetrone.

## METAR
Il codice METAR è lo stesso della pioggia sopraffusa, FZRA.